# Cirrospilus electus
Cirrospilus electus är en stekelart som beskrevs av Boucek 1988. Cirrospilus electus ingår i släktet Cirrospilus och familjen finglanssteklar. Inga underarter finns listade i Catalogue of Life.